# 델타코

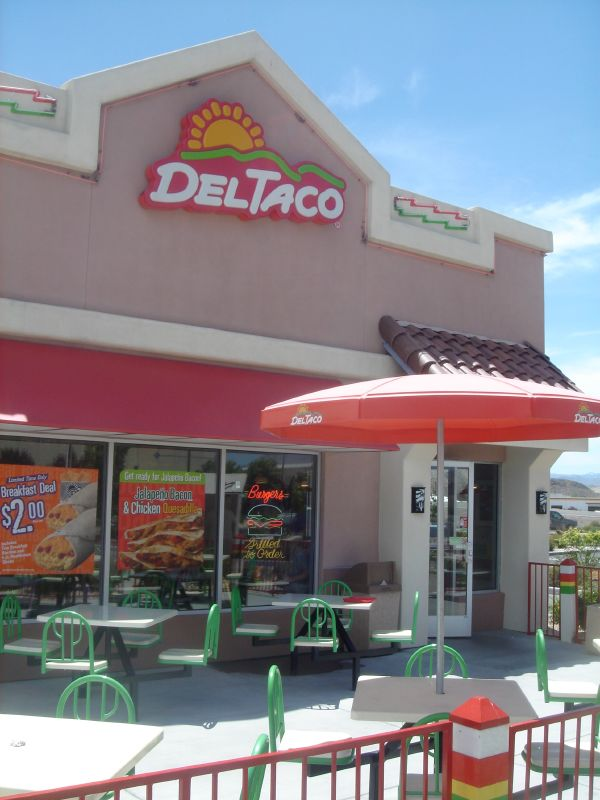
네바다주에 있는 델타코 점포

델타코(Del Taco)는 미국의 멕시코식 패스트 푸드 체인점이다. 이 회사는 1964년에 캘리포니아주 예모에서 설립되었으며, 현재 500여개가 넘는 매장을 운영하고 있다. 본사는 레이크포리스트에 위치해 있다.
대한민국에는 1990년에 서울특별시 명동에 개점하였으나, 적자누적으로 인해 1992년에 철수하였다.